# Vuelta a Mallorca
La Vuelta a Mallorca era una corsa a tappe maschile di ciclismo su strada, organizzata dal 1913 al 1980 a Maiorca, isola delle Baleari in Spagna.

## Storia
Corsa per la prima volta nel 1913, fu organizzata per la seconda volta solo nel 1932 e quindi saltuariamente negli anni 1940 e 1950, trovando poi come periodo di maggior continuità il decennio dal 1965 al 1974, quando, divenuta gara a tappe classica di inizio aprile, fu vinta tra gli altri anche da Jan Janssen. I ciclisti con il maggior numero di vittorie sono José Nicolau, Bernardo Capó e Miguel María Lasa, con due vittorie ciascuno. L'ultima edizione si tenne nel 1980, con il successo di Roger De Vlaeminck.
Dal 1992 la prova è stata sostituita con il Challenge de Mallorca, competizione multiprova.

## Albo d'oro
Aggiornato all'edizione 1980.
| Anno      | Vincitore               | Secondo               | Terzo               |
| --------- | ----------------------- | --------------------- | ------------------- |
| 1913      | Antonio Llompart        | Bartolomé Roig        | Simon Febrer        |
| 1914-1931 | non disputata           | non disputata         | non disputata       |
| 1932      | José Nicolau            | Bartolomé Flaquer     | Jaime Puigserver    |
| 1933      | non disputata           | non disputata         | non disputata       |
| 1934      | José Nicolau            | Vicente Bachero       | Rafael Pou          |
| 1935      | Salvador Cardona        | Vicente Bachero       | Mariano Cañardo     |
| 1936-1938 | non disputata           | non disputata         | non disputata       |
| 1939      | Tomás García            | Andrés Canals         | Juan Bover          |
| 1940      | Juan Gimeno             | Andrés Canals         | Bartolomé Flaquer   |
| 1941      | Delio Rodríguez         | José Campama          | Julián Berrendero   |
| 1942      | João Lourenço           | Eduardo Lopes         | Alberto Raposo      |
| 1943-1945 | non disputata           | non disputata         | non disputata       |
| 1946      | Bernardo Capó           | Jean Goldschmit       | Antonio Gelabert    |
| 1947      | Bernardo Capó           | Miguel Gual           | Emilio Rodríguez    |
| 1948      | Bernardo Ruiz           | Bernardo Capó         | Antonio Gelabert    |
| 1949-1951 | non disputata           | non disputata         | non disputata       |
| 1952      | Antonio Gelabert        | Bernardo Ruiz         | Miguel Gual         |
| 1953      | non disputata           | non disputata         | non disputata       |
| 1954      | Francisco Alomar        | Miguel Bover          | Federico Bahamontes |
| 1955      | non disputata           | non disputata         | non disputata       |
| 1956      | Salvador Botella        | Bernardo Ruiz         | Gabriel Company     |
| 1957-1964 | non disputata           | non disputata         | non disputata       |
| 1965      | Antonio Gómez del Moral | Jaume Alomar          | Juan Sánchez        |
| 1966      | Juan María Uribezubia   | João Roque            | Jaume Alomar        |
| 1967      | Valentín Uriona         | Jaume Alomar          | Ramón Mendiburu     |
| 1968      | Vicente López Carril    | Julio Jiménez         | Willy Monty         |
| 1969      | Jan Janssen             | Juan Silloniz         | Lino Farisato       |
| 1970      | José Antonio Pontón     | Manuel Galera         | Rudi Altig          |
| 1971      | Miguel María Lasa       | José Antonio González | José Gómez Lucas    |
| 1972      | Andrés Oliva            | Antonio Martos        | Juan Manuel Valls   |
| 1973      | Miguel María Lasa       | Antoon Houbrechts     | José Pesarrodona    |
| 1974      | Antonio Martos          | Miguel María Lasa     | Javier Elorriaga    |
| 1975-1977 | non disputata           | non disputata         | non disputata       |
| 1978      | Michel Pollentier       | Freddy Maertens       | André Gevers        |
| 1979      | non disputata           | non disputata         | non disputata       |
| 1980      | Roger De Vlaeminck      | Salvador Jarque       | Alfons De Wolf      |